# Fritz Eiche (Politiker, 1902)
Fritz Eiche (* 9. August 1902 in Gresgen; † 26. November 1967 in Basel) war ein deutscher Politiker (KPD).
Eiche war zunächst als Weber in Seidenfabriken und Webereien in Zell und Tiengen beschäftigt und später beruflich als Gewerkschaftssekretär tätig. Er schloss sich 1919 der Sozialistischen Arbeiter-Jugend an und trat in die SPD ein, von der er 1923 zur KPD überwechselte. Während der Zeit der Weimarer Republik war er gewählter Stadtrat in Zell im Wiesental. Wegen seiner Beteiligung am Oberbadischer Aufstand 1923 wurde er vom Staatsgerichtshof zum Schutze der Republik wegen „Begünstigung und Vergehens gegen das Sprengstoffgesetz“ im Dezember 1924 zu einer Gefängnisstrafe von fünf Monaten verurteilt.
Für die KPD war er 1931 in Mannheim als Leiter der Jugendabteilung, Organisationsvolontär, Redakteur und Hilfsarbeiter im Gewerkschaftsbüro tätig. Aufgrund seiner KPD-Tätigkeit wurde er im Oktober 1931 in Rastatt inhaftiert und am 3. Juni 1932 wegen „staatsfeindlicher Aktivitäten und wegen des Verteilens nicht genehmigter Flugblätter“ vom Staatsgerichtshof wegen „Vorbereitung zum Hochverrat“ zu 21 Monaten Festungshaft verurteilt, die er bis 6. August 1933 in Rastatt verbüßte.
Während der Zeit des Nationalsozialismus wurde er ab dem 7. August 1933 in den Konzentrationslagern Heuberg und Kislau in Schutzhaft genommen und am 7. April 1934 entlassen. Die folgenden sechs Monate musste er sich täglich auf der Polizeibehörde in Zell melden. Zwei Wochen nach der Sommerolympiade in Berlin wurde Eiche in Lörrach in Untersuchungshaft genommen und sollte mit anderen KPD-Mitgliedern wegen „Vorbereitung zum Hochverrat“ angeklagt werden. Da die anderen Angeklagten ihn nicht belasteten, wurde er am 6. Oktober 1936 freigelassen. Ab 1941 musste er Kriegsdienst im Zweiten Weltkrieg leisten.
Im Jahre 1935 heiratete er Amalie Dietsche, die beiden hatten drei Kinder.
Von 1947 bis zu seiner Mandatsniederlegung im Februar 1951 gehörte Eiche für die KPD dem Badischen Landtag an; sein Nachfolger war Max Faulhaber. Bis 1962 war er Stadtrat in Zell im Wiesental, seit dem KPD-Verbot vom 17. August 1956 als Angehöriger der Unabhängigen Wählervereinigung.